# Bryony Pitman
Bryony Pitman, född 13 mars 1997, är en brittisk bågskytt. Hon deltog vid olympiska sommarspelen 2020.